# República d'Infants de Vilamar
La República d'Infants de Vilamar és el nom amb què es va conèixer l'organització del dia a dia a les Colònies de Vilamar de Calafell, entre 1922 i 1936. La concepció i l'organització d'aquestes eren diferents de totes les experiències de colònies escolars organitzades fins aleshores per l'Ajuntament de Barcelona. El principal inspirador va ser el seu primer director, el pedagog Pere Vergés i Farrés.
A Vilamar s'hi reproduïa l'organització social pròpia d'una ciutat. Estava formada per dotze pavellons de fusta transformats en casetes on s'allotjaven 25 infants. Enmig de cada dues casetes hi havia un jardí i el conjunt formava una vil·la, que es deien Vilablava, el Pinar, el Putxet, Puigverd, Vilaroig i Arenys d'Or. Cada tres vil·les feien un barri, el barri de la Dreta i el barri de l'Esquerra, que, separats per la plaça major, formaven el poble de Vilamar.
A Vilamar es buscava construir els fonaments d'una ciutat ideal on cada infant exercís uns drets i uns deures i esdevingués un ciutadà responsable. El Consell de Sis era el màxim òrgan de Vilamar, i qui reunia la responsabilitat més gran era el president de la República (que els primers anys va ser l'escriptor Andreu-Avel·lí Artís i Tomàs, "Sempronio", amb 12 anys). El Consell de Divuit incloïa també professorat. Finalment, l'autoritat màxima i representant de l'Ajuntament de Barcelona era el veguer, càrrec que els primers anys va recaure en Ventura Gassol.
A més d'aquests càrrecs de govern, a Vilamar hi havia altres càrrecs d'organització social: hi havia bibliotecari, carter, cronistes que s'encarregaven de redactar el Diari de Vilamar, cambrers, telefonistes, jardiners... Tots els càrrecs eren escollits democràticament.
L'arribada de la Dictadura va capgirar aquest plantejament organitzatiu i pedagògic que havia funcionat durant els dos primers anys (1922 i 1923) i s'imposà l'adoctrinament autoritari, que va durar fins al 1929. El 1930, coincidint amb el nou període polític, es va restaurar la República de Vilamar.